# Chorispora
Chorispora es un género  de plantas fanerógamas de la familia Brassicaceae. Comprende 25 especies descritas y de estas, solo 13 aceptadas.

## Taxonomía
El género fue descrito por R.Br. ex DC. y publicado en Mémoires du Muséum d'Histoire Naturelle 7(1): 237. 1821.

## Especies aceptadas
A continuación se brinda un listado de las especies del género Chorispora aceptadas hasta julio de 2014, ordenadas alfabéticamente. Para cada una se indica el nombre binomial seguido del autor, abreviado según las convenciones y usos.	
- Chorispora bungeana
- Chorispora gracilis
- Chorispora greigi
- Chorispora iberica
- Chorispora insignis
- Chorispora macropoda
- Chorispora persica
- Chorispora purpurascens
- Chorispora sabulosa
- Chorispora sibirica
- Chorispora songarica
- Chorispora tashkorganica
- Chorispora tenella